# Тысячелистник холмовой
Тысячелистник холмовой (лат. Achillea collina) — вид многолетних травянистых растений рода Тысячелистник (Achillea) семейства Астровые, или Сложноцветные (Asteraceae).

## Ботаническое описание
Многолетнее травянистое растение 15–60 см высотой. Опушение всех частей достаточно плотное, хотя сохраняется зелёный цвет растения, в нижней части стебля волоски прилегающие.
Верхние и средние стеблевые листья с узкокрылатой осью. Доли первого порядка в 3–6 раз длиннее ширины оси и обычно более рассеченные. Нижние стеблевые и прикорневые листья по длине в 5–8 раз превосходят ширину. Конечные дольки листьев ланцетно-яйцевидные, 0,4–2 мм шириной, резко переходящие в заострённый кончик.
Цветки собраны в соцветия — небольшие корзинки, которые собраны в довольно густые щитки. Обёртки корзинок 2,8–4,2 мм длиной. Листочки по краю с перепончатой каймой, светлой или слегка буроватой окраски. Язычки краевых цветков 1,2—2,2 мм длиной, белые или реже розовые.
Хромосомное число 2n = 36.

## Распространение и экология
Преимущественно внеарктические, равнинные или низкогорные растения, распространенные в центральной Европе, Средиземноморском регионе, Малой Азии. На территории России встречается в центральной, западной и восточной частях.
Предпочитает сухие луга, лесные поляны и опушки, обнажения мела и известняка, пески, часто растет у дорог и на окраинах полей.

## Классификация

### Таксономия[3]
Achillea salicicollina folia (Becker ex Rchb.f.) Heimerl, Sched. Fl. Exs. Austro-Hung. [Kerner] 3: 116. 1883
Вид Тысячелистник холмовой относится к роду Тысячелистник семействa Астровые (Asteraceae) порядка Астроцветные (Asterales). Кладограмма в соответствии с Системой APG IV по состоянию на июнь 2023 года:
|  |                                      |  |                                   |                                   |                    |  | ещё 10 семейств | ещё 10 семейств |                        |  |  |  | еще 182 подтвержденных и 182 в статусе "непроверенных" видов и инфравидовых таксонов |
|  |                                      |  |                                   |                                   |                    |  | ещё 10 семейств | ещё 10 семейств |                        |  |  |  | еще 182 подтвержденных и 182 в статусе "непроверенных" видов и инфравидовых таксонов |
|  |                                      |  |                                   | порядок Астроцветные              |                    |  |                 |                 | род Тысячелистник      |  |  |  |                                                                                      |
|  |                                      |  |                                   | порядок Астроцветные              |                    |  |                 |                 | род Тысячелистник      |  |  |  |                                                                                      |
|  | отдел Цветковые, или Покрытосеменные |  |                                   |                                   | семейство Астровые |  |                 |                 | Тысячелистник холмовой |  |  |  |                                                                                      |
|  | отдел Цветковые, или Покрытосеменные |  |                                   |                                   | семейство Астровые |  |                 |                 |                        |  |  |  |                                                                                      |
|  |                                      |  | ещё 63 порядка цветковых растений | ещё 63 порядка цветковых растений |                    |  |                 | ещё 1804 рода   | ещё 1804 рода          |  |  |  |                                                                                      |
|  |                                      |  |                                   | ещё 63 порядка цветковых растений |                    |  |                 |                 | ещё 1804 рода          |  |  |  |                                                                                      |